# Франкуле
Франкуле (фр. Francoulès) насеље је и општина у јужној Француској у региону Миди Пирене, у департману Лот која припада префектури Каор.
По подацима из 2011. године у општини је живело 218 становника, а густина насељености је износила 16,02 становника/km². Општина се простире на површини од 13,61 km². Налази се на средњој надморској висини од 357 метара (максималној 410 m, а минималној 203 m).

## Демографија
| 1962. | 1968. | 1975. | 1982. | 1990. | 1999. | 2011. |
| ----- | ----- | ----- | ----- | ----- | ----- | ----- |
| 214   | 223   | 184   | 155   | 183   | 213   | 218   |

График промене броја становника у току последњих година